# Rauvolfia steyermarkii
Rauvolfia steyermarkii är en oleanderväxtart som beskrevs av R. E. Woodson. Rauvolfia steyermarkii ingår i släktet Rauvolfia och familjen oleanderväxter. Inga underarter finns listade i Catalogue of Life.